# لوري ريان
لوري ريان (بالإنجليزية: Laurie Ryan)‏ هو لاعب كرة قدم بريطاني في مركز الهجوم، ولد في 15 أكتوبر 1963 في واتفورد في المملكة المتحدة. لعب مع كامبريدج يونايتد وكولتشستر يونايتد ونادي كامبريدج ستي.